# Los gamberros (película)
Los gamberros es una película española estrenada en 1954, coescrita y dirigida por Juan Lladó y protagonizada en los papeles principales por Miguel Gila y Rafael Romero Marchent.

## Sinopsis
La película narra la historia de cinco jóvenes desorientados, ociosos y amigos de los vicios fáciles que llevan una vida sin ningún objetivo y que fácilmente pueden caer en la delincuencia. Una mezcla de risa y dramatismo para denunciar el gamberrismo juvenil que empezaba a asomar en la sociedad española de la época.

## Reparto
- Miguel Gila
- Rafael Romero Marchent
- Marion Mitchell
- Barta Barri
- José Sazatornil
- Modesto Cid
- Milagros Leal
- José Marco
- César Ojinaga
- Eugenia Roca
- Julián Ugarte
- Miguel Ángel Valdivieso